# Maria Júlia de Figueiredo
Maria Júlia de Figueiredo (m. Salvador, 1890/94), também conhecida pelo título de Ialodê e por seu nome religioso de Omoniquê (Omoniké), foi uma celebrada candomblecista de Salvador, capital da Bahia, que tornar-se-ia a terceira ialorixá do Candomblé Queto da Casa Branca do Engenho Velho, em sucessão de Marcelina da Silva, de 1885 até sua morte em 1890/94. Sua ascensão foi motivo de disputa dentro do terreiro, com Maria Júlia da Conceição Nazaré e os seus associados que decidiram abandonar Casa Branca do Engenho Velho para fundar o Terreiro do Gantois. Também ocupou as posições de ialaxé das gueledes e provedora-mor da Irmandade da Boa Morte.

## Vida
Maria Júlia de Figueiredo nasceu em data incerta ao longo do século XIX. Era uma das filhas de santo de Marcelina da Silva, a Obá Tossi, que servia como ialorixá do terreiro da Casa Branca do Engenho Velho. Seu orixá de devoção era Oxum. Sob a administração de Marcelina, era ialodê e iaquequerê (mãe pequena). Em 1885, a ialorixá faleceu e Maria Júlia de Figueiredo disputou a sucessão com outra iniciada da falecida, a saber, Maria Júlia da Conceição Nazaré. Uma vez que era a substituta legal, Figueiredo assumiu a posição de ialorixá do terreiro. Inconformada, Conceição Nazaré optou por abandonar a Casa Branca com seus asseclas e fundar seu próprio candomblé, no Terreiro do Gantois. Nos demais anos de sua vida religiosa, Figueiredo ainda ocupou as posições de ialaxé das gueledes e provedora-mor da Irmandade da Boa Morte. Quando faleceu em 1890/94, [a] foi sucedida como ialorixá por Ursulina de Figueiredo, que ficaria a frente da Casa Branca até 1925.